# Camargo kommun, Chihuahua
Camargo är en kommun i Mexiko.   Den ligger i delstaten Chihuahua, i den nordvästra delen av landet, 1 100 km nordväst om huvudstaden Mexico City. Antalet invånare är 48 748.
Följande samhällen finns i Camargo:
- Ciudad Camargo
- Los Reyes
- El Porvenir
- La Enramada
- Leyes de Reforma
- Estación Díaz
- La Laguna de las Vacas